# هنری خطر
هِنری خطر (انگلیسی: Henry Danger) یک مجموعه تلویزیونی آمریکایی در ژانر کمدی است که توسط دن اشنایدر و دانا اولسن ساخته شده و از ۲۶ ژوئیه ۲۰۱۴ تا ۲۱ مارس ۲۰۲۰ از شبکه نیکلودئون پخش شد. در این سریال جیک نورمن ، کوپر بارنز، ریله داونز، شان رایان فاکس، الا اندرسون و مایکل دی. کوهن ایفای نقش کردند.

## داستان
هنری هارت پسری ۱۳ ساله است که در شهر سوئل ویو زندگی می‌کند. او یک شغل پاره وقت به عنوان کید دنجر دستیار ابرقهرمان معروف شهر سوئل ویو به نام کاپیتان من پیدا می‌کند. کاپیتان من به هنری می‌گوید که در مورد شغلش به کسی چیزی نگوید، بنابراین هنری سعی می‌کند آن را از بهترین دوستانش، شارلوت و جاسپر، خواهر کوچکترش، پایپر و والدینش مخفی نگه دارد. هنری به مغازه‌ای به نام «آشغال و خرت و پرت» می‌رود که در زیر آن یک مخفیگاه به نام غار انسان وجود دارد که کاپیتان من کارهایش را در آن انجام می‌دهد. کاپیتان من می‌گوید که مدت زیادی زنده نخواهد ماند و به کمک نیاز دارد؛ براب همین به کسی نیاز خواهد داشت که پس از رفتنش جایش را بگیرد.

## بازیگران و شخصیت‌ها
- جیک نورمن در نقش هنری هارت[۱] پسری ۱۳ ساله که دستیار کاپیتان من می‌شود. او یک پسر معمولی است و دارای یک شغل فوق برنامه به عنوان دستیار ابرقهرمان کاپیتان من است. به لطف مهارت‌ها و گجت‌هایش، کید دنجر مشکلی با کمک به کاپیتان من در ماموریت‌هایش ندارد. او همیشه با دوستانش خواهد بود، حتی اگر مجبور باشد دنیا را نجات دهد. در «ساعت قدرت»، هنری در طول مبارزه با درکس، دستیار سابق کاپیتان من، واکنش‌های فوق‌العاده سریعی پیدا می‌کند.
- کوپر بارنز در نقش کاپیتان من[۲] ابرقهرمانی که هنری را آموزش می‌دهد. حدود ۲۵ سال پیش، پدر دانشمند کاپیتان من، دکتر کارل منچستر به‌طور تصادفی اهرمی را روی دستگاه تراکم‌سنج ترانس-مولکولی خود کشید و باعث شد که او فناناپذیر شود و حالا او یک ابرقهرمان مبارز با جرم و جنایت است. او به یک دستیار نیاز داشت، بنابراین هنری را انتخاب کرد.
- ریله داونز در نقش شارلوت[۳] یکی از بهترین دوستان هنری و فردی طعنه‌زن، باهوش و زیرک است. او و هنری مدت‌هاست که بهترین دوستان هم هستند و بنابراین آنقدر به او نزدیک است که می‌تواند این موضوع را همانطور که هست، بیان کند. او از طرفداران پروپاقرص کاپیتان من است. در قسمت چهارم، شارلوت راز هنری را کشف می‌کند و به عنوان مدیر هنری و کاپیتان من مشغول به کار می‌شود.
- شان رایان فاکس در نقش جاسپر دانلوپ[۴] یکی از بهترین دوستان هنری. او پر از ایده است، اما بیشتر آنها خوب نیستند. او از دوران پیش‌دبستانی بهترین دوست هنری بوده است. او یک جمع‌آوری‌کننده‌ی زباله است و این همیشه هنری و شارلوت را شرمنده می‌کند. او همچنین سوالات زیادی می‌پرسد و از طرفداران پروپاقرص شخصیت کاپیتان من است. در قسمت «من راز تو را می‌دانم»، هنری به جاسپر فاش می‌کند که او کید دنجر است و وارد این ماجرا می‌شود.
- الا اندرسون در نقش پایپر هارت[۵] خواهر کوچک هنری که از طرفداران کاپیتان من است. او و هنری چندان با هم صمیمی نیستند. پایپر ادعا می‌کند که از زندگی‌اش متنفر است و به مسائل مختلف، عمدتاً در مورد رسانه‌های اجتماعی، بیش از حد واکنش نشان می‌دهد. همچنین نشان داده می‌شود که پایپر از شیطنت‌های جاسپر آزرده خاطر است و به نظر می‌رسد که رقابت بزرگی با او دارد.
- مایکل دی. کوهن در نقش شووز[۶] کارگر کاپیتان من که تجهیزات غار انسان را مدیریت می‌کرد زیرا او کسی بود که آن را ساخت. دوستی کاپیتان من و شووز زمانی که شووز دوست دختر او را دزدید، تیره شد. آنها سرانجام با وساطت هنری آشتی کردند و هنری کاپیتان من را متقاعد کرد که شووز را ببخشد. از آن زمان، شووز اختراعات مختلفی را برای کمک به کاپیتان من و هنری ارائه داد.